# 美洲電視網
美洲電視網 是秘魯的主要電視台之一，隸屬於複數電視集團（Grupo Plural TV）。 它成立於1958年12月15日，總部位於利馬。

## 标志历史

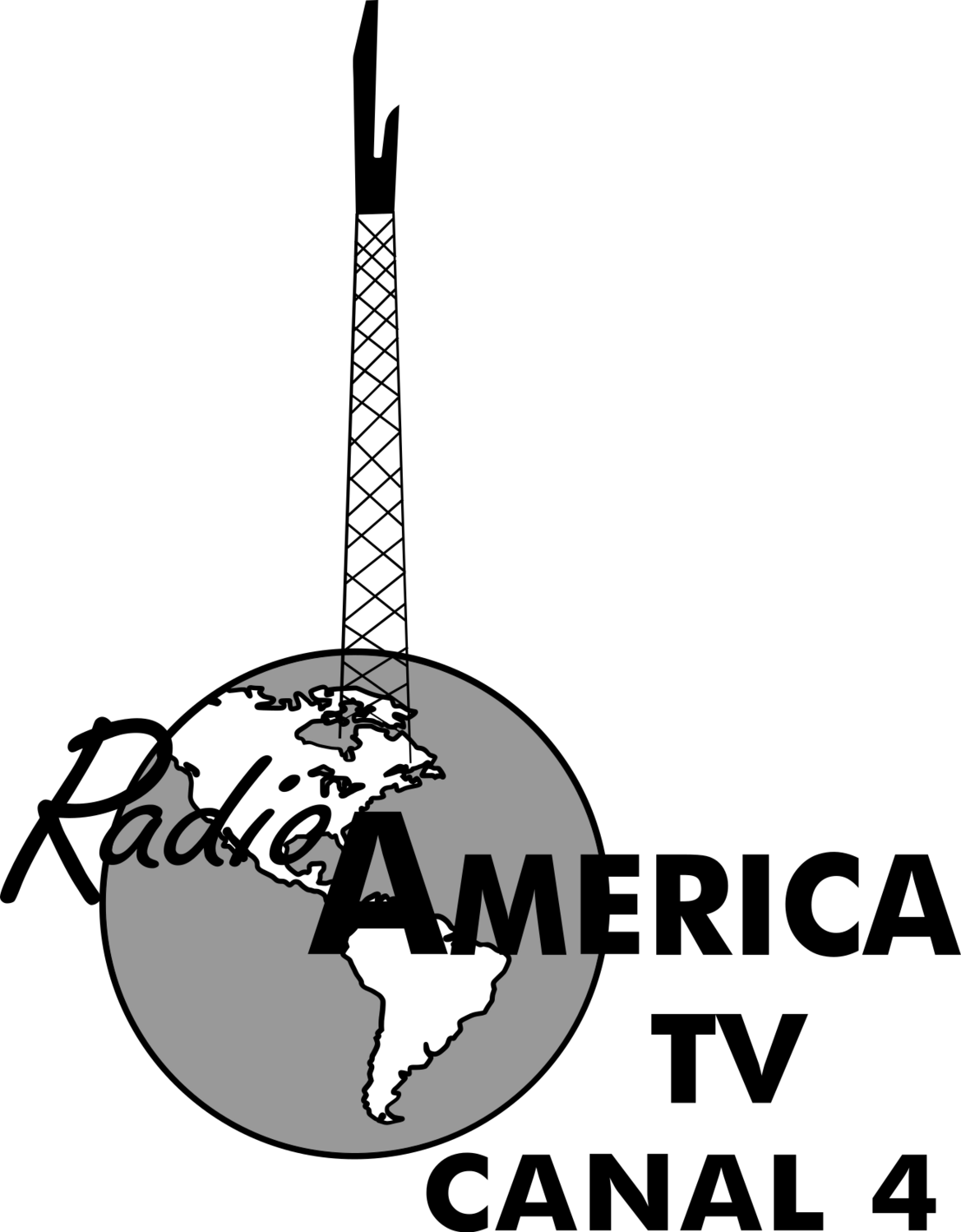
1958-1964
1964-1969
1969-1977
2003-2016
2016–现在

## 外部連結
- 官方网站 （西班牙文）